# Karw (jezioro)
Karw lub Karwie – jezioro w Polsce w województwie warmińsko-mazurskim, w powiecie mrągowskim, w gminie Mrągowo.

## Położenie
Jezioro leży na Pojezierzu Mazurskim, w mezoregionie Pojezierza Mrągowskiego. Nad brzegiem zbiornika wodnego położona jest miejscowość Karwie. Jezioro ma połączenie poprzez Nikutowską Strugę z jeziorami Karwik od południa i Podkarwiec od północy. Na terenie jeziora znajdują się dwie wyspy.
Zgodnie z typologią abiotyczną zbiornik wodny został sklasyfikowany jako jezioro o wysokiej zawartości wapnia, o małym wypływie zlewni, niestratyfikowane, leżące na obszarze Nizin Wschodniobałtycko-Białoruskich (5b).
Jezioro jest wykorzystywane gospodarczo przez Gospodarstwo Rybackie Mrągowo. Leży na terenie obwodu rybackiego jeziora Karw w zlewni rzeki Łyna – nr 60.

## Morfometria
Według danych Instytutu Rybactwa Śródlądowego powierzchnia zwierciadła wody jeziora wynosi 54,0 ha. Średnia głębokość zbiornika wodnego to 2,6 m, a maksymalna to 8,7 m. Lustro wody znajduje się na wysokości 149,8 m n.p.m. Objętość jeziora wynosi 1 419,1 tys. m³.
Inne dane uzyskano natomiast poprzez planimetrię jeziora na mapach w skali 1:50 000 według Państwowego Układu Współrzędnych 1965, zgodnie z poziomem odniesienia Kronsztadt. Otrzymana w ten sposób powierzchnia zbiornika wodnego to 50,0 ha.